# 银斑艾蛛
银斑艾蛛（学名：Cyclosa argentata），又名銀塵蛛，为园蛛科艾蛛属的动物。分布于台湾等地。该物种的模式产地在台湾。